# Will Kymlicka
Will Kymlicka (ur. w 1962) – kanadyjski filozof zajmujący się filozofią polityki.

## Życiorys
Kymlicka uzyskał dyplom B.A. z filozofii i nauk politycznych na Uniwersytecie Queens w 1984, a doktorat uzyskał w 1987 na Uniwersytecie Oksfordzkim, jego promotorem był Gerald Cohen. Kymlicka zajmuje się głównie zagadnieniem wielokulturowości i ogólną filozofią polityczną.

## Wyróżnienia
- W 2004, Kymlicka otrzymał Killam Prize przyznaną przez Canada Council for the Arts